# Drino inquinata
Drino inquinata là một loài ruồi trong họ Tachinidae.